# Río Catawba
El río Catawba es un río de la vertiente Atlántica de los Estados Unidos. Se origina en la Cordillera Blue de Carolina del Norte, fluyendo hacia el sur al interior de Carolina del Sur, donde se convierte en el río Wateree y aguas abajo en el río Santee.
Tiene una longitud de 350 km (el sistema Santee-Wateree-Catawba alcanza los 705 km de largo) y es una importante fuente de energía hidroeléctrica para Carolina del Sur. 
- Datos: Q1050460
- Multimedia: Catawba River / Q1050460